# Ремета
Ремета, Ремети, Ремець, Ремеці (рум. Remeți) — село у повіті Марамуреш в Румунії. Адміністративний центр комуни Ремета.
Село розташоване на відстані 437 км на північний захід від Бухареста, 36 км на північ від Бая-Маре, 134 км на північ від Клуж-Напоки.

## Населення
За даними перепису населення 2002 року у селі проживали 2448 осіб.
Національний склад населення села:
| Національність | Кількість осіб | Відсоток |
| -------------- | -------------- | -------- |
| українці       | 2174           | 88,8%    |
| румуни         | 242            | 9,9%     |
| угорці         | 15             | 0,6%     |
| цигани         | 14             | 0,6%     |

Рідною мовою назвали:
| Мова       | Кількість осіб | Відсоток |
| ---------- | -------------- | -------- |
| українська | 2177           | 88,9%    |
| румунська  | 247            | 10,1%    |
| угорська   | 16             | 0,7%     |
| циганська  | 5              | 0,2%     |

## Відомі особи
У селі народилися:
- Паращинець Юрій (1942) – український поет-пісняр.